# Война за независимость Кубы
Война за независимость Кубы (исп. Guerra de Independencia cubana) — военный конфликт между Кубой и Испанией, длившийся 3 года, закончившийся вмешательством в него США и полным разгромом Испании. Также называется Кубинской революцией.

## Причины войны
После Десятилетней войны 1868—1878 годов за независимость Кубы, было заключено перемирие. За 17 лет до 1895 года произошли фундаментальные социальные изменения в кубинском обществе. С отменой рабства на Кубе в октябре 1886 года бывшие рабы присоединились к разряду фермеров и городского рабочего класса. С падением рабства состоятельные слои кубинского общества теряют своё имущество и вынуждены также стать средним рабочим классом. Количество сахарных заводов резко сократилось, и на рынке остается несколько промышленных гигантов. В то же время число фермеров-арендаторов значительно увеличивается. К этому времени США начинают инвестиции в кубинскую экономику, главным образом — в сахарную, табачную и горную промышленность. Приток капитала достигает $50 млн, значительной суммы для кубинской экономики тех лет. Несмотря на то, что Куба оставалась испанской колонией политически, экономически она постепенно стала зависеть от США, которые, в частности стали главным потребителем кубинского сахара.
В 1890 году Испания, видя опасность потери влияния своих колоний в пользу США, повысила на Кубе ввозные пошлины на иностранные товары на 25 %. Эти пошлины были выгодны для Испании, но не для населения Кубы и США как крупного экспортёра своих товаров на остров.
Ответом США стало повышение пошлины на табак и сахар-сырец — основные статьи доходов кубинского экспорта. В результате торговой войны между США и метрополией испанские колонии Куба и Пуэрто-Рико рисковали остаться без рынка сбыта, оказавшись на грани экономической катастрофы. Испания была вынуждена пойти на уступки, 31 июля 1891 года было заключено соглашение Кановаса—Фостера. Экономическая война между Испанией и США прекратилась, американские товары и деньги снова начали поступать на Кубу, кубинский сахар начал свободно доставляться в США.
В 1894 году в США при лоббировании Сахарного треста на импортный сахар-сырец была установлена пошлина в размере 40 % его цены и торговое соглашение Кановаса—Фостера потеряло силу. Цены на сахар на Кубе резко упали, кубинские фермеры стали разоряться тысячами, нищета и безработица охватила значительную часть населения.

## Статистика войны за независимость Кубы
| Страны  | Население 1895 г. | Войск   | Погибшие солдаты | Солдаты, умершие от болезней | Погибло мирных жителей |
| ------- | ----------------- | ------- | ---------------- | ---------------------------- | ---------------------- |
| Испания | 18 350 000        | 300 000 | 9 413            | 53 440                       |                        |
| Куба    | 1 550 000         | 25 000  | 5 180            | 3 437                        | 250 000                |
| Всего   | 19 900 000        | 325 000 | 14 593           | 56 877                       | 250 000                |

1. ↑  Из них 240 000 регулярных и 60 000 нерегулярных войск.
2. ↑  Некоторые демографы полагают что на Кубе было убито 300 000 человек (50 000 солдат и 250 000 мирных жителей).

## Боевые действия
15 февраля 1895 года Испания издала указ о создании на Кубе Консультативного совета при генерал-губернаторе. Этот указ на Кубе восприняли как нарушение прежнего обещания, данное кубинцам правительством метрополии о предоставлении острову более широкой автономии. 24 февраля 1895 года на востоке Кубы началось восстание против испанского владычества. В марте того же года вспыхнуло восстание в провинции Камагуэй, а затем в провинциях Пинар-дель-Рио и Лас-Вильяс. Главная цель восстания заключалась в полном изгнании испанцев. Революция сразу же получила поддержку основной массы населения. Вдохновителем восстания был поэт и журналист Хосе Марти, ставший идеологом Кубинской революции.
Именно Хосе Марти, высадившись с небольшим отрядом на острове в провинции Орьенте, объявил о начале революции. Его соратниками были Максимо Гомес и Антонио Масео, которые вскоре возглавят партизанскую армию. 25 марта 1895 года Хосе Марти провозгласил знаменитый манифест о начавшейся революции. В нём он обрисовал в общих чертах, какую политику должна вести Куба для того, чтобы добиться независимости, выдвинув следующие тезисы:
- участие в войне негров очень важно для победы;
- испанцы, которые не против усиления Кубы, не должны пострадать;
- частные сельские угодья не должны быть испорчены или разграблены;
- главная задача революции — принести новую экономическую жизнь на Кубу.

В апреле 1895 года на Кубе было 20 000 испанских солдат и ещё 60 000 испанских и кубинских волонтёров, сражавшихся за Испанию. Но благодаря тому, что революция вызвала симпатию у сельских жителей Кубы, в повстанческую армию влились десятки тысяч добровольцев. Также усилению кубинской повстанческой армии способствовали кубинские богачи. Под страхом репрессий они «добровольно» отпускали на войну против испанцев своих работников. В целом на 1895 год силы сторон можно назвать паритетными. В дальнейшем Испания увеличила свой контингент на Кубе. В результате концу 1897 года на острове находилось 240 000 регулярных и 60 000 нерегулярных войск.
С самого начала восстания повстанцам мешало отсутствие огнестрельного оружия. Они компенсировали это использованием партизанской тактики, основанной на быстрых конных набегах и уходе в недоступную местность, элементом внезапности, использовании мачете против регулярных войск на марше. Большую часть оружия и боеприпасов они приобрели во время набегов на испанцев. В период с 11 июня 1895 года по 30 ноября 1897 года из шестидесяти попыток доставить оружие и припасы повстанцам из-за границы удалась только одна. На территории США было перехвачено 28 кораблей; пять были перехвачены в море ВМС США и четыре - ВМС Испании; два потерпели крушение; один был отброшен в порт штормом; судьба другого неизвестна.
19 мая 1895 года Хосе Марти погиб в бою при Дос-Риос, но Максимо Гомес и Антонио Масео продолжали сражаться, ведя войну во всей провинции Ориенте. Революция всё более обретала популярность в стране. К концу июня провинция Камагуэй также была охвачена войной. 13 июля в боях при Пералехо повстанцы, используя сложную партизанскую тактику, нанесли поражение испанскому генералу Арсенио Мартинес-Кампос-и-Антону. Уже к сентябрю 1895 года кубинцы освободили всю восточную часть острова.
В середине сентября представители пяти отрядов Освободительной армии собрались в Химагуаю, в провинции Камагуэй, чтобы утвердить «Конституцию Химагуаю». Они создали центральное правительство, которое объединило исполнительную и законодательную власть в одном органе под названием «Правительственный совет», возглавляемым Сальвадором Сиснеросом и Бартоломе Масо. Высшая военная власть была возложена на Максимо Гомеса и Антонио Масео.
Повстанцы считали, что им нужно перенести войну в более богатые западные провинции Матансас, Гавана и Пинар-дель-Рио. Предыдущая Десятилетняя война (1868 - 78) провалилась, потому что им не удалось выйти за пределы восточных провинций. В октябре 1895 — январе 1896 годов прошло вторжение повстанцев в центральную и западную часть острова, где ранее властям удалось подавить восстание. За 92 дня бойцы Гомеса и Масео прошли более 1800 километров по длинной и узкой территории острова, прорезанной многочисленными реками, дав бои у форта Игуара (3 декабря), на высотах Манакаля (10 декабря), у Маль-Тьемпо (15 декабря), возле Матансаса (23 декабря), и 22 января 1896 года подняли кубинский флаг в Мантуе, самом западном городе Кубы.
В январе 1896 года губернатор Арсенио Мартинес-Кампос-и-Антон был заменён испанскими властями на генерала Валериано Вейлер-и-Николау, который в дальнейшем получит прозвище «Мясник». Чтобы отделить кубинские партизанские отряды от гражданского населения и лишить их доступа к оружию, пище, медикаментам, одежде и военной информации, новый генерал-губернатор Валериано Вейлер приказал 21 октября 1896 года следующее: "Все жители сельских районов и все жители за пределами укрепленных военных линий [провинции Пинар-дель-Рио] должны явиться в оккупированные войсками деревни в течение восьми дней. Любой, кого заберут за укреплениями после этого периода, считается повстанцем и будет наказан как таковой".

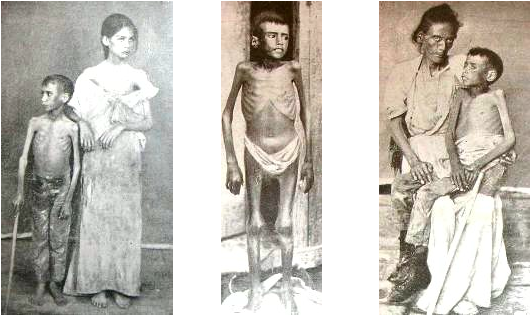
Голодающие интернированные кубинцы

Хотя этот приказ о принудительном переселении населения, называемый в официальной терминологии «reconcentración», первоначально относился только к провинции на западе острова, эта мера по борьбе с партизанами к концу мая 1897 года была постепенно распространена на все провинции. Со временем появилось более 80 укрепленных городов и деревень, в которых было интернировано не менее 400 000 человек, которые влачили жалкое существование в импровизированных бараках и старых складах. Поскольку испанская колониальная администрация не смогла обеспечить необходимые гигиенические меры, а также — не в последнюю очередь из-за блокады укрепленных мест повстанцами — не смогла обеспечить надлежащие поставки продовольствия и медикаментов, десятки тысяч интернированных умерли от недоедания и эпидемий. Кубинские газеты развернули целую кампанию о голоде в стране, тем самым, пытаясь призвать третью державу себе на помощь.
Еще одной мерой испанской армии была "троча", укрепленная линия, длиной около 80 км и шириной 200 метров, пересекающая остров от Хукаро до Морона в центральной кубинской провинции Пуэрто-Принсипе, с помощью которой испанцы пытались предотвратить продвижение освободительной армии в западные районы Кубы.
7 декабря 1896 года близ Гаваны был убит Антонио Масео, с гибелью которого боевые действия на западе острова стали затихать. Но на остальной территории война с испанцами продолжалась. Максимо Гомес стремился обесценить Кубу в глазах испанцев, уничтожая все подряд. Повстанцы жгли плантации, сахарные заводы, маленькие городки, разрушали железные дороги. Генерал Каликсто Гарсиа добился больших успехов на Ориенте, заняв Виктория-де-лас-Тунас и Гуиса, важные центры снабжения и операций испанской армии.
В испанской армии широко распространились тропические болезни, массовая дизентерия, так как солдаты, прибывавшие на Кубу из Испании, не успев акклиматизироваться, попадали в напряженную боевую обстановку, вынуждены были жить в сырых блокгаузах, подолгу находиться в очагах малярии. На одного убитого в испанской армии приходилось четверо раненых и умерших от болезней. Сменивший генерала Вейлера маршал Бланко-и-Аренас писал позднее, что тот принял у Кампоса 192 000 человек, а ему сдал только 84 000.
К 1897 году Испания отправила на Кубу 200 000 солдат, которые к концу года подавили основные силы повстанцев и восстановили контроль над территорией острова, за исключением двух восточных провинций Камагуэй и Ориенте, в которых испанцы контролировали лишь несколько крупных городов, в то время как кубинцы были абсолютными хозяевами сельской местности. Репрессии против мирных жителей прекратились, и в октябре «Мясника» Вейлера-и-Николау отозвали с поста губернатора.
10 октября 1897 года в Ла-Яя, в провинции Камагуэй, собралась вторая Конституционная Ассамблея сражающейся Кубы. Согласно принятой конституции военное командование было подчинено гражданскому правлению. Было утверждено правительство. Бартоломе Масо был назначен президентом, а Доминго Мендес Капоте — вице-президентом.

## Дипломатия
4 апреля 1896 года Государственный департамент США направил ноту испанскому посланнику в Вашингтоне. Документ содержал предложение о помощи со стороны США Испании в «незамедлительном умиротворении острова». Летом этого же года вспыхнуло восстание на Филиппинах против Испании. В Вашингтоне, рассчитывая на тяжёлое положение Испании, полагали, что Мадрид примет предложение США и тем самым допустит возможность широкого и открытого вмешательства в дела Кубы американцам. Но после того, как восстание охватило и Филиппины, Америка стала искать поддержку у Англии и готовиться к захвату испанских колоний. Англия, в свою очередь, искала выхода из множества спорных вопросов с США и вполне благосклонно отнеслась к тому, что Америка хочет захватить испанские колонии.
Население США испытывало сильные симпатии к повстанцам. Американская пресса постоянно сообщала о зверствах испанцев на Кубе, о том, что испанское правительство намеренно морит голодом кубинцев.
В целом, освободительная борьба кубинцев привлекала и международные симпатии. Среди известных добровольцев-мамби не кубинского происхождения были доминиканец Максимо Гомес, поляк Кароль Ролов и даже русские: Петр Стрельцов, Евстафий Константинович и Николай Мелентьев.
В декабре 1896 года президент США Гровер Кливленд заявил, что США не проявят безграничного терпения по отношению к Испании. В своем Ежегодном послании 1897 года следующий президент США Уильям Мак-Кинли, заявил, что США могут быть вынуждены вмешаться перед лицом продолжающихся репрессий испанцев. В марте 1898 года несколько политиков и советников, включая Генри Кэбота Лоджа-старшего, сообщили Мак-Кинли, что многие американские бизнесмены настаивают на быстром решении кубинского вопроса из-за своих экономических интересов. 27 марта 1898 года Мак-Кинли предъявил Испании ультиматум с требованием перемирия.

## Политические уступки со стороны Испании
Испания пыталась противодействовать давлению США, но с конца 1897 года испанские власти пошли на ряд уступок. В ноябре 1897 года была объявлена амнистия всем политзаключённым, а также предоставлено всеобщее избирательное право для кубинцев мужского пола старше 25 лет. 1 января 1898 года власти Испании сформировали временное автономное правительство Кубы, а 19 марта того же года на острове прошли первые выборы в испанские кортесы на основе всеобщего избирательного права. А в апреле того же года был избран местный парламент, где большинство мест получили автономисты.

## Конец войны
15 февраля 1898 года на броненосце «Мэн», который прибыл в Гавану с дружественным визитом, произошел мощный взрыв. В результате погибло 266 моряков США. Американские газеты утверждали, что это была провокация Испании. До сегодняшнего дня точная причина взрыва неизвестна. Правительство США развернуло широкую пропаганду в поддержку национально-освободительного движения в испанских колониях. На фоне этого требования о помощи повстанцам (с красочным описанием зверств испанцев) и пропагандистская кампания в американской прессе достигли своего результата. 25 апреля 1898 года США объявили войну Испании. Американская армия и флот в течение нескольких месяцев в результате успешных операций разбили испанцев на Филиппинах и Кубе.
10 декабря 1898 года по Парижскому мирному договору Испания отказалась от суверенитета над Кубой, Пуэрто-Рико, Гуамом и Филиппинами. Фактически отказ от испанского суверенитета означает захват Соединенными Штатами этих территорий в соответствии с условиями, указанными в договоре.

## Переходный период и провозглашение независимости
После оккупации острова американской армией там был фактически установлен военный протекторат, чтобы наблюдать за становлением Кубинской республики. Но недовольство кубинцев было настолько велико, что Соединенные Штаты, в отличие от других бывших испанских колоний, согласились на предоставление Кубе независимости, ограничив ее так называемой «поправкой Платта», гарантировавшей возможность нового вмешательства в форме «обеспечения независимости».
В документе содержалось 8 пунктов. Первый запрещал властям Кубы передавать часть кубинской территории другой стране. Второй пункт обязывал власти новой республики не брать чрезмерных займов, «для выплаты процентов по которому и окончательного его погашения после покрытия текущих расходов правительства обычные доходы острова окажутся недостаточными». Третий пункт давал США право на интервенцию «для охраны независимости Кубы, поддержания правительства, способного защитить жизнь, собственность и свободу личности». Четвертый пункт предусматривал признание Кубой всех акций осуществленных в период военной оккупации и всех прав, приобретенных в этот период. Пятый пункт обязывал Кубу соблюдать уже введенные санитарные правила. Шестой и седьмой пункты касались территориальных вопросов: остров Пинос отходил от Кубы и его судьба должна была решиться отдельным соглашением, также Гавана обязалась предоставить США земли для военно-морских баз и угольных концессий. Восьмой пункт обязывал Кубу включить Поправку Платта в договор с США.
Эта поправка была включена в Конституцию Кубы 12 июня 1901 года, разработанную Конституционной Ассамблеей Кубы. 20 мая 1902 года Республика Куба родилась официально, когда ее первый президент Томас Эстрада Пальма вступил в должность.

## Отражение в кинематографе
- 1929 — Герой Каскорро / El héroe de Cascorro
- 1945 — Бамбу / Bambú es:Bambú (película)
- 1947 — Герои 95-го / Héroes del 95
- 1998 — Мамби / Mambí es:Mambí (película)
- 2002 — Куба / Cuba